# Laternaria clavata
Pyrops clavatus är en insektsart som först beskrevs av John Obadiah Westwood 1839.  Laternaria clavata ingår i släktet Laternaria och familjen lyktstritar. Inga underarter finns listade i Catalogue of Life.

## Bildgalleri

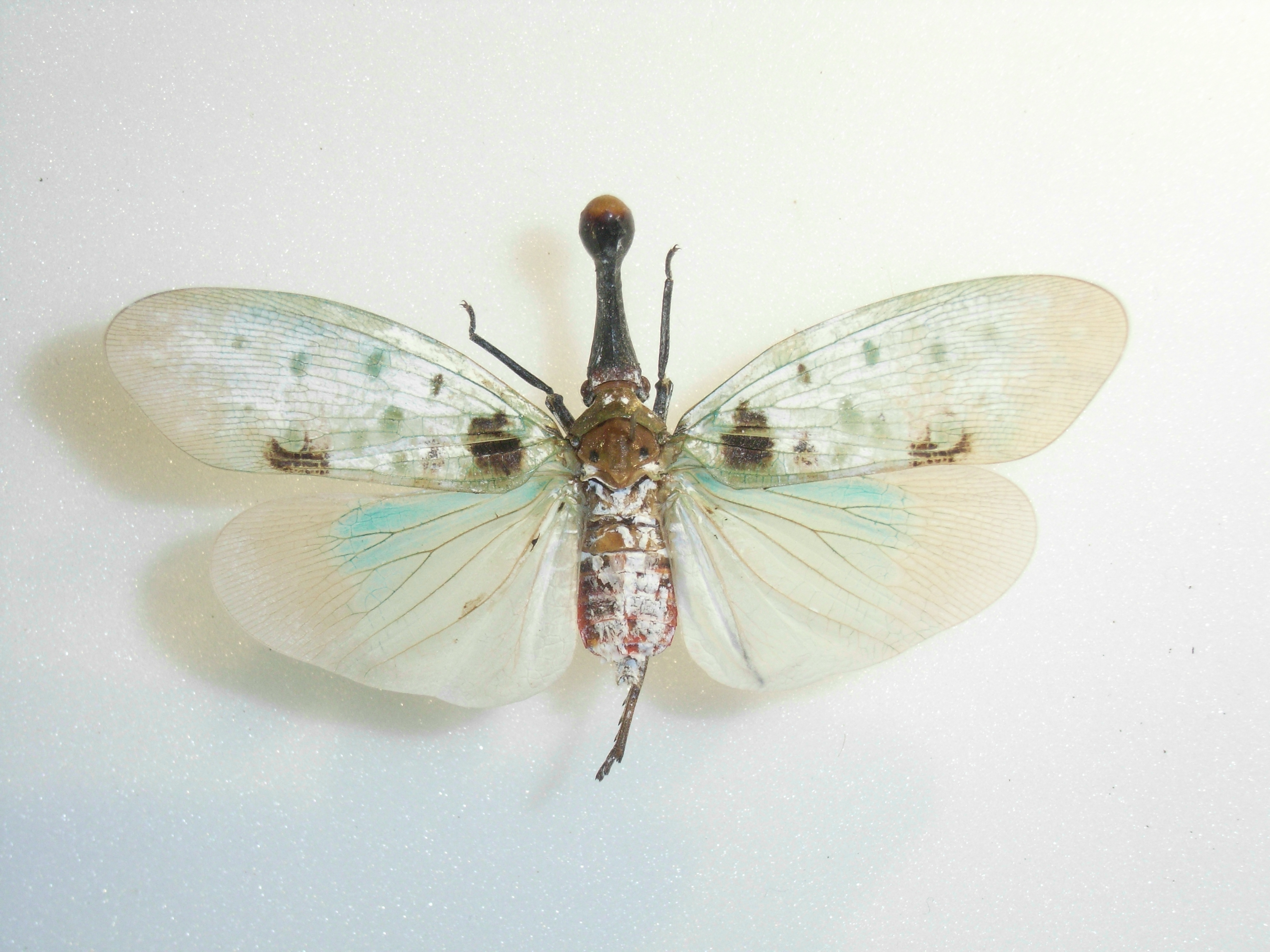
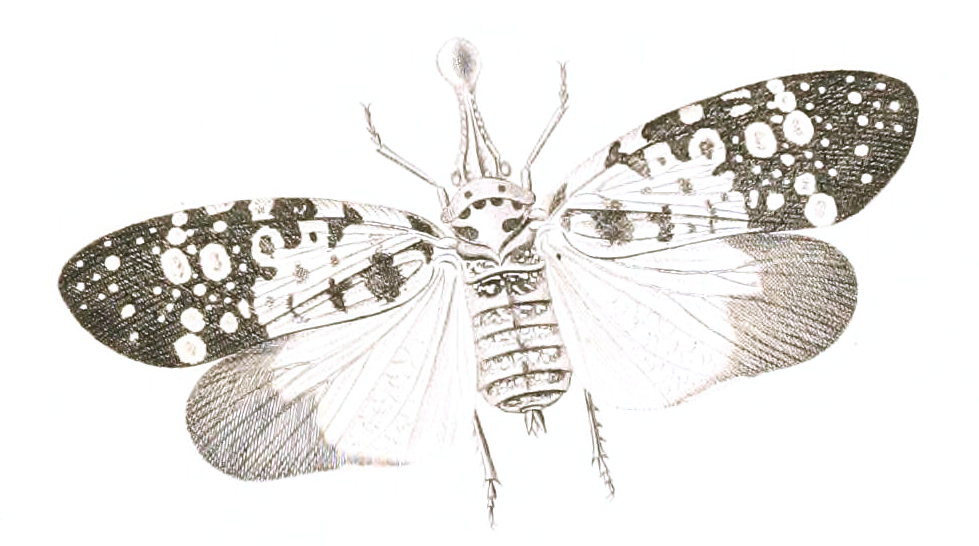